# HD 16780
HD 16780，又名BD+47 683，SAO 38274、HR 792，是一颗恒星，视星等为6.48，位于銀經141.4，銀緯-10.56，其B1900.0坐标为赤經2h 36m 19s，赤緯+47° -10.56′ 18″。